# Zalec

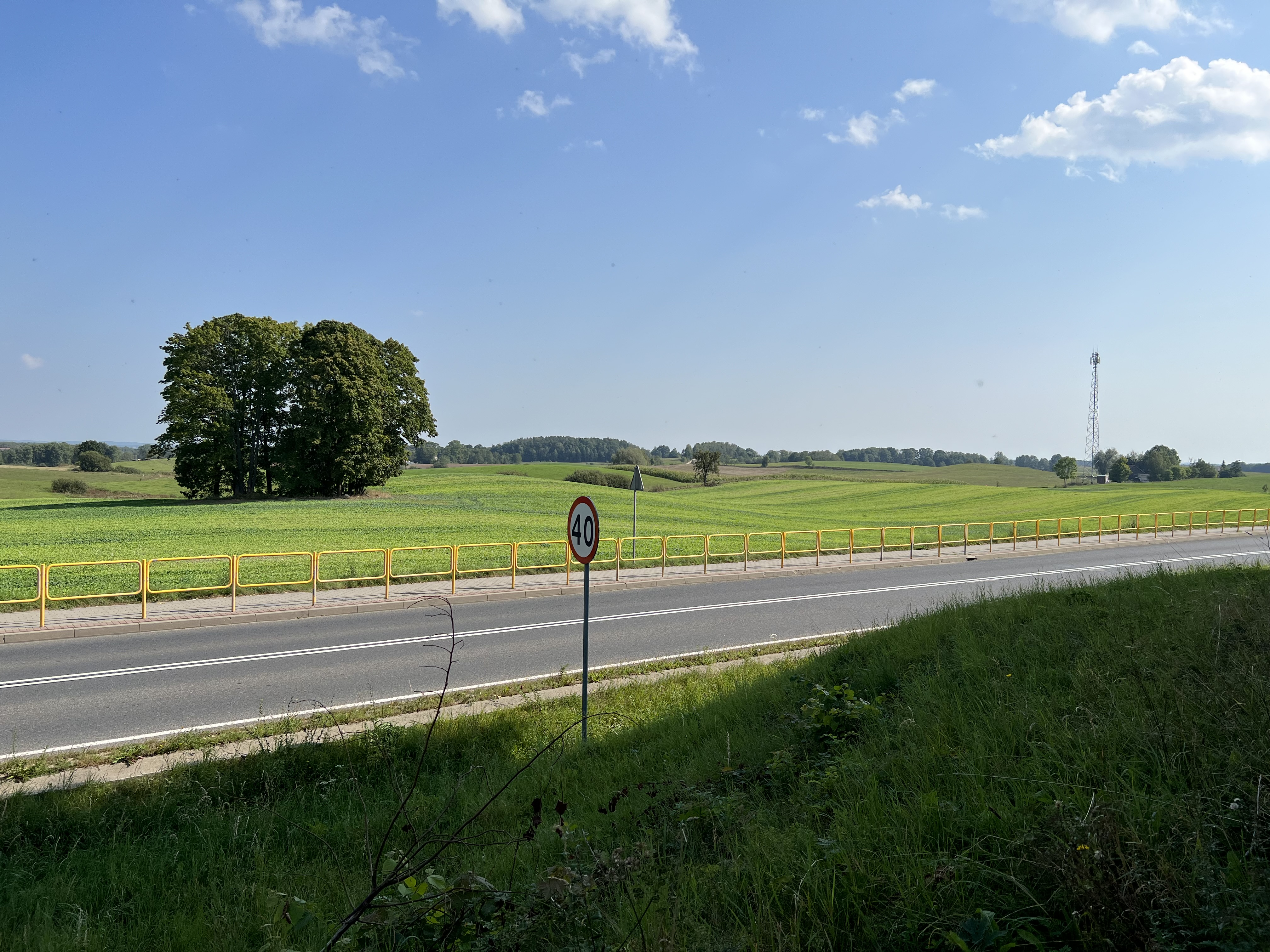
Zalec, Blick vom evangelischen Friedhof in Richtung Uzhranki

Zalec (deutsch Salza) ist ein Ort in der polnischen Woiwodschaft Ermland-Masuren und gehört zur Gmina Mrągowo (Landgemeinde Sensburg) im Powiat Mrągowski (Kreis Sensburg).

## Geographische Lage
Zalec liegt in der östlichen Mitte der Woiwodschaft Ermland-Masuren, 29 Kilometer südwestlich der einstigen Kreisstadt Lötzen (polnisch Giżycko) und sieben Kilometer nordöstlich der jetzigen Kreismetropole Mrągowo (Sensburg).

## Geschichte
Das 1818 Saltza, danach bis 1945 Salza genannte kleine Dorf wurde im 16. Jahrhundert gegründet. Zwischen 1874 und 1945 war es in den Amtsbezirk Groß Jauer (polnisch Jora Wielka) eingegliedert. Er gehörte zum Kreis Lötzen im Regierungsbezirk Gumbinnen (1905 bis 1945: Regierungsbezirk Allenstein) in der preußischen Provinz Ostpreußen. Auch war Salza dem Standesamt Groß Jauer zugeordnet.
456 Einwohner zählte Salza im Jahre 1910. Im Jahre 1933 waren es noch 419, und 1939 noch 402.
Aufgrund der Bestimmungen des Versailler Vertrags stimmte die Bevölkerung im Abstimmungsgebiet Allenstein, zu dem Salza gehörte, am 11. Juli 1920 über die weitere staatliche Zugehörigkeit zu Ostpreußen (und damit zu Deutschland) oder den Anschluss an Polen ab. In Salza stimmten 320 Einwohner für den Verbleib bei Ostpreußen, auf Polen entfielen keine Stimmen.
In Kriegsfolge kam Salza 1945 mit dem gesamten südlichen Ostpreußen zu Polen und erhielt die polnische Namensform „Zalec“. Heute ist das Dorf Sitz eines Schulzenamtes (polnisch sołectwo) und eine Ortschaft im Verbund der Gmina Mrągowo (Landgemeinde Sensburg) im Powiat Mrągowski (Kreis Sensburg), vor 1998 der Woiwodschaft Olsztyn, seither der Woiwodschaft Ermland-Masuren zugehörig.

## Kirche
Bis 1945 war Salza in die evangelische Pfarrkirche Königshöhe (bis 1881 Uszranken, polnisch Użranki) in der Kirchenprovinz Ostpreußen der Kirche der Altpreußischen Union und in die katholische Pfarrkirche St. Adalbert in Sensburg (polnisch Mrągowo) im Bistum Ermland eingepfarrt.
Heute gehört Zalec zur evangelischen Kirchengemeinde in Użranki, einer Filialgemeinde der St.-Trinitatis-Pfarrkirche in Mrągowo in der Diözese Masuren der Evangelisch-Augsburgischen Kirche in Polen bzw. zur katholischen Pfarrkirche in Użranki im Bistum Ełk (Lyck) der Römisch-katholischen Kirche in Polen.

## Verkehr
Zalec liegt verkehrsgünstig an der polnischen Landesstraße DK 59 (frühere deutsche Reichsstraße 140), die die drei Kreise Giżycko (Lötzen), Mrągowo (Sensburg) und Szczytno (Ortelsburg) miteinander verbindet. Außerdem verbinden zwei Nebenstraßen das Dorf mit den Nachbarorten Użranki (Königshöhe) und Jora Wielka (Groß Jauer) sowie Wyszembork (Weißenburg). Eine Bahnanbindung besteht nicht.